# گراژینا استراخوتا
گراژینا استراخوتا (لهستانی: Grażyna Strachota؛ زادهٔ ۸ سپتامبر ۱۹۶۰) بازیگر اهل لهستان است.
از فیلم‌ها یا مجموعه‌های تلویزیونی که وی در آن‌ها نقش داشته‌است، می‌توان به اولا بی‌ریخته، زندگی برای زندگی: ماکسیمیلیان کلبه، قانون حقیقی، ع چون عشق، پدر متیو، قانون حقیقی، در خوشی و سختی، دوستان و رنگ‌های خوشبختی اشاره نمود.